# Germano Vailati
Germano Vailati, né le 30 août 1980 est footballeur suisse qui évolue au poste de gardien de but.

## Biographie

### Carrière en club
Après un passage avec l'équipe du FC Metz auquel il a été prêté en janvier 2009 afin de suppléer la blessure de Christophe Marichez, il est de retour en Suisse. 
Il est le 2e gardien pour le FC Bâle entre 2012 et 2018.

### Carrière internationale
En octobre 2007, il est convoqué pour la première fois en équipe de Suisse par le sélectionneur national Köbi Kuhn, pour les matchs amicaux contre l'Autriche et les États-Unis, mais n'entre pas en jeu.

## Palmarès
Germano Vailati remporte la Coupe de Suisse en 2006 sous les couleurs du FC Sion.
Parti au FC Bâle, il est champion de Suisse à trois reprises en 2014, 2015 et 2016.